# Atlassian
艾特莱森软件（Atlassian）（/ətˈlæsiən/）是一家澳大利亞軟體企業公司，主要為軟體開發者及項目經理設計軟件。這公司的主力產品為專門用作追蹤應用程式問題的JIRA，還有用作協作團隊的產品Confluence。現時，Atlassian在全球的客戶有超過6萬家。
Atlassian的總部設於新南威爾士州的首府悉尼，不過在歐洲的阿姆斯特丹和北美洲的三藩市亦有辦事處。在2014年9月，公司有僱員1,148名，辦事處位於12個城市，超過四萬名客戶及數以百萬計的用戶。2014年2月14日，Atlassian的總裁Jay Simons宣佈在美國德薩斯州首府奧斯汀開設新的辦事處，並會聘請600名員工。

## 歷史
Cenqua是一家澳大利亞的軟件開發公司，專門開發為Java程式設計使用的軟件測試及支援工具。Cenqua於1999年成立，當時的名稱叫作「Cortex eBusiness」，正值科網股泡沫出現的時候。當時，他們專門為這些dotcom公司開發應用戶要求的軟件。在科網股爆破之後，公司把原來用作內部測試及開發軟件的工具拿出來發售。於2007年8月1日被Atlassian併購。

## 產品
Cenqua的產品有以下三種：
- FishEye：CVS及版本控制軟件的瀏覽器介面。
- Clover：Java測試軟件。
- Crucible：容許源程序作同行評審的軟件。

### 收購產品
- Bitbucket：基於web的版本庫代管服務，於2010年被Atlassian收購。
- Trello：一個免費的網路專案軟體，於2017年1月13日被Atlassian收購。